# Фачека
Фачека, Фаджека (ісп. Facheca (офіційна назва), валенс. Fageca) — муніципалітет в Іспанії, у складі автономної спільноти Валенсія, у провінції Аліканте. Населення — 104 особи (2022).
Муніципалітет розташований на відстані близько 350 км на південний схід від Мадрида, 47 км на північний схід від Аліканте.

## Демографія
Динаміка населення (INE ):

## Галерея зображень

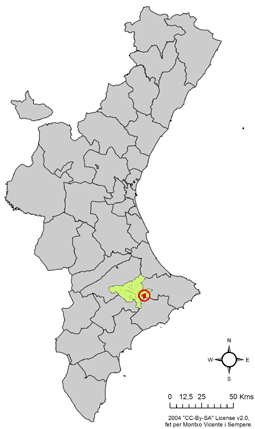
Розташування муніципалітету Фачека у автономній спільноті Валенсія
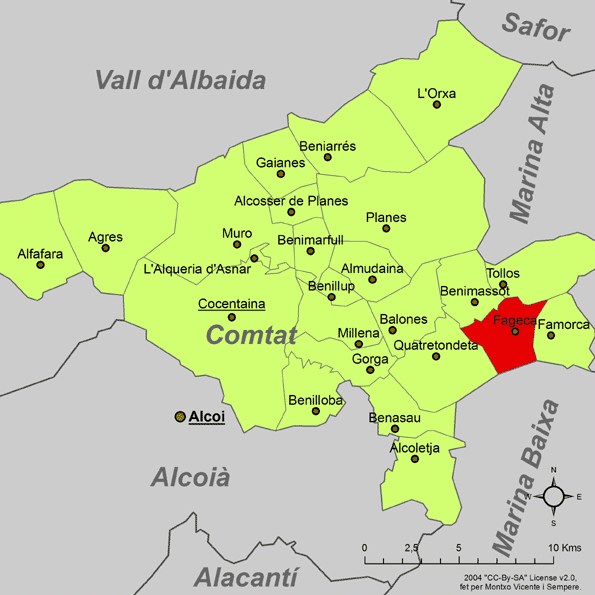
Розташування муніципалітету Фачека у комарці Кондадо-де-Косентайна
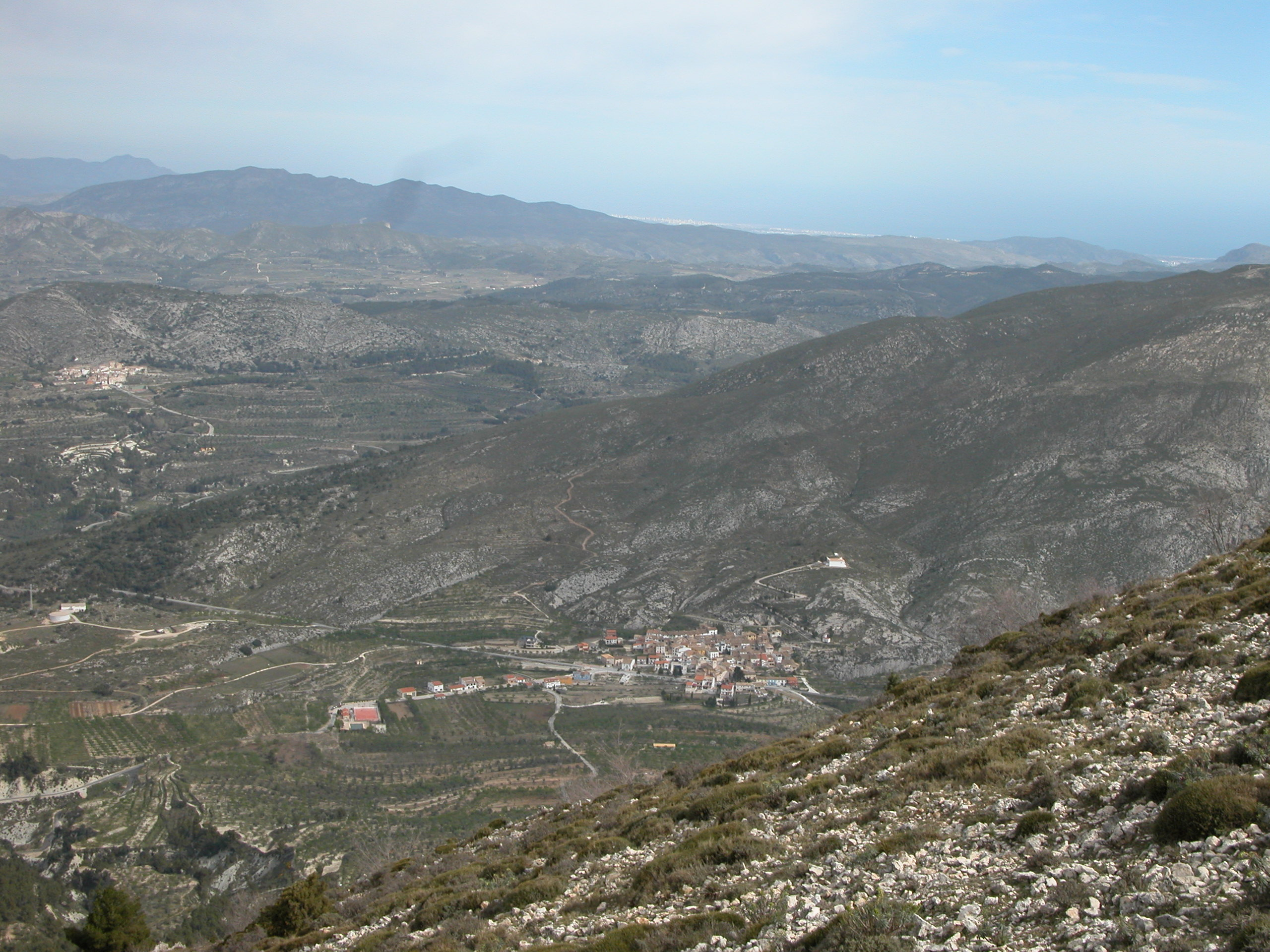
Фачека